# Zoologischer Garten (metrostation)
Zoologischer Garten is een metrostation in de Duitse hoofdstad Berlijn onder het stationsplein van het gelijknamige spoorwegstation. Het wordt bediend door de metrolijnen U2 en U9.
Pankow  · 
Vinetastraße · 
Schönhauser Allee  · 
Eberswalder Straße · 
Senefelderplatz · 
Rosa-Luxemburg-Platz · 
Alexanderplatz     · 
Klosterstraße · 
Märkisches Museum · 
Spittelmarkt · 
Hausvogteiplatz · 
Stadtmitte  · 
Mohrenstraße · 
Potsdamer Platz   · 
Mendelssohn-Bartholdy-Park · 
Gleisdreieck  · 
Bülowstraße · 
Nollendorfplatz    · 
Wittenbergplatz   · 
Zoologischer Garten    · 
Ernst-Reuter-Platz · 
Deutsche Oper · 
Bismarckstraße  · 
Sophie-Charlotte-Platz · 
Kaiserdamm  · 
Theodor-Heuss-Platz · 
Neu-Westend · 
Olympia-Stadion · 
Ruhleben
Osloer Straße  · 
Nauener Platz · 
Leopoldplatz  · 
Amrumer Straße · 
Westhafen  · 
Birkenstraße · 
Turmstraße · 
Hansaplatz · 
Zoologischer Garten    · 
Kurfürstendamm  · 
Spichernstraße  · 
Güntzelstraße · 
Berliner Straße  · 
Bundesplatz  · 
Friedrich-Wilhelm-Platz · 
Walther-Schreiber-Platz · 
Schloßstraße · 
Rathaus Steglitz 